# Emergencia de Chipre
La emergencia de Chipre (en griego: Απελευθερωτικός Αγώνας της Κύπρου 1955-1959) fue un conflicto que se libró en la Chipre británica entre 1955 y 1959.
La Organización Nacional de Combatientes Chipriotas (EOKA), una organización guerrillera grecochipriota nacionalista de derecha, comenzó una campaña armada en apoyo del fin del dominio colonial británico y la unificación de Chipre y Grecia (Enosis) en 1955. La oposición turcochipriota a la Enosis llevó a la formación de la Organización de Resistencia Turca (TMT) en apoyo de la partición de Chipre. La emergencia de Chipre terminó en 1959 con la firma de los Acuerdos de Londres-Zúrich, que establecían a la República de Chipre como un estado independiente no dividido separado de Grecia.

## Historia

### Antecedentes
Chipre fue un territorio del Imperio Otomano desde finales del siglo XVI hasta convertirse en un protectorado del Reino Unido bajo la soberanía nominal otomana en la Convención de Chipre del 4 de junio de 1878, después de la Guerra ruso-turca. En 1915, Chipre fue formalmente anexado al Imperio británico después de que los otomanos entraron en la Primera Guerra Mundial del lado de las potencias centrales contra los británicos, y fue inicialmente gobernada por una administración militar hasta una década más tarde, en 1925, cuando fue proclamado como Colonia de la Corona de Chipre Desde la década de 1910 hasta la década de 1950, los grecochipriotas se mostraron cada vez más insatisfechos con el dominio británico y apoyaron a Enosis, el concepto de unificación política entre Chipre y Grecia. Varias ofertas infructuosas hechas a Grecia por los británicos para ceder Chipre a cambio de concesiones militares, y la notable falta de inversión británica en la isla, causaron un creciente movimiento nacionalista chipriota.
En 1954, Gran Bretaña anunció su intención de transferir su cuartel general militar de Suez (la oficina del Comandante en Jefe, Oriente Medio) a Chipre.

### Insurgencia
El 1 de abril de 1955, la insurgencia de la EOKA comenzó con los ataques del 1 de abril. Después de una serie de incidentes de seguimiento, el gobernador general Sir John Harding declaró el estado de emergencia el 26 de noviembre de ese año. Los británicos encontraron grandes dificultades para obtener inteligencia efectiva sobre la EOKA ya que la mayoría de la población grecochipriota los apoyaba. También se vieron obstaculizados por una fuga de mano de obra causada por la crisis de Suez y la Emergencia malaya. Hacia fines de la década de 1950, los británicos tuvieron más éxito. Chipre se convirtió en una república independiente en 1960 y Gran Bretaña retuvo el control de dos Áreas de Base Soberana, en Acrotiri y Dhekelia.
En enero de 2019, el gobierno británico acordó pagar £ 1 millón a un total de 33 chipriotas que supuestamente fueron torturados por las fuerzas británicas durante el levantamiento. Entre ellos, una mujer, de 16 años en ese momento, que dijo que fue detenida y violada repetidamente por soldados, y un hombre que perdió un riñón como resultado de su interrogatorio. El pago siguió a la desclasificación de documentos gubernamentales en 2012, aunque el ministro de Asuntos Exteriores, Alan Duncan, declaró que «el acuerdo no constituye ninguna admisión de responsabilidad», pero que «el gobierno ha resuelto el caso para trazar una línea bajo este litigio y evitar una mayor escalada de costos».

## Lectura adicional
- French, David (2015). Fighting EOKA: The British Counter-Insurgency Campaign on Cyprus, 1955–1959. Oxford: Oxford University Press. ISBN 978-0198729341.
- Holland, Robert (1998). Britain and the Revolt in Cyprus, 1954–1959. Oxford: Clarendon Press. ISBN 9780198205388.
- Novo, Andrew R. (2010). On all fronts: EOKA and the Cyprus insurgency, 1955-1959 (D.Phil Thesis). University of Oxford.
- Durrell, Lawrence (1957), Bitter Lemons of Cyprus. London: Faber. ISBN 0571061869